# Acrocercops tenera
Acrocercops tenera är en fjärilsart som beskrevs av Edward Meyrick 1914. Acrocercops tenera ingår i släktet Acrocercops och familjen styltmalar.
Artens utbredningsområde är Sri Lanka. Inga underarter finns listade i Catalogue of Life.